# Smith & Wesson No. 2 Army

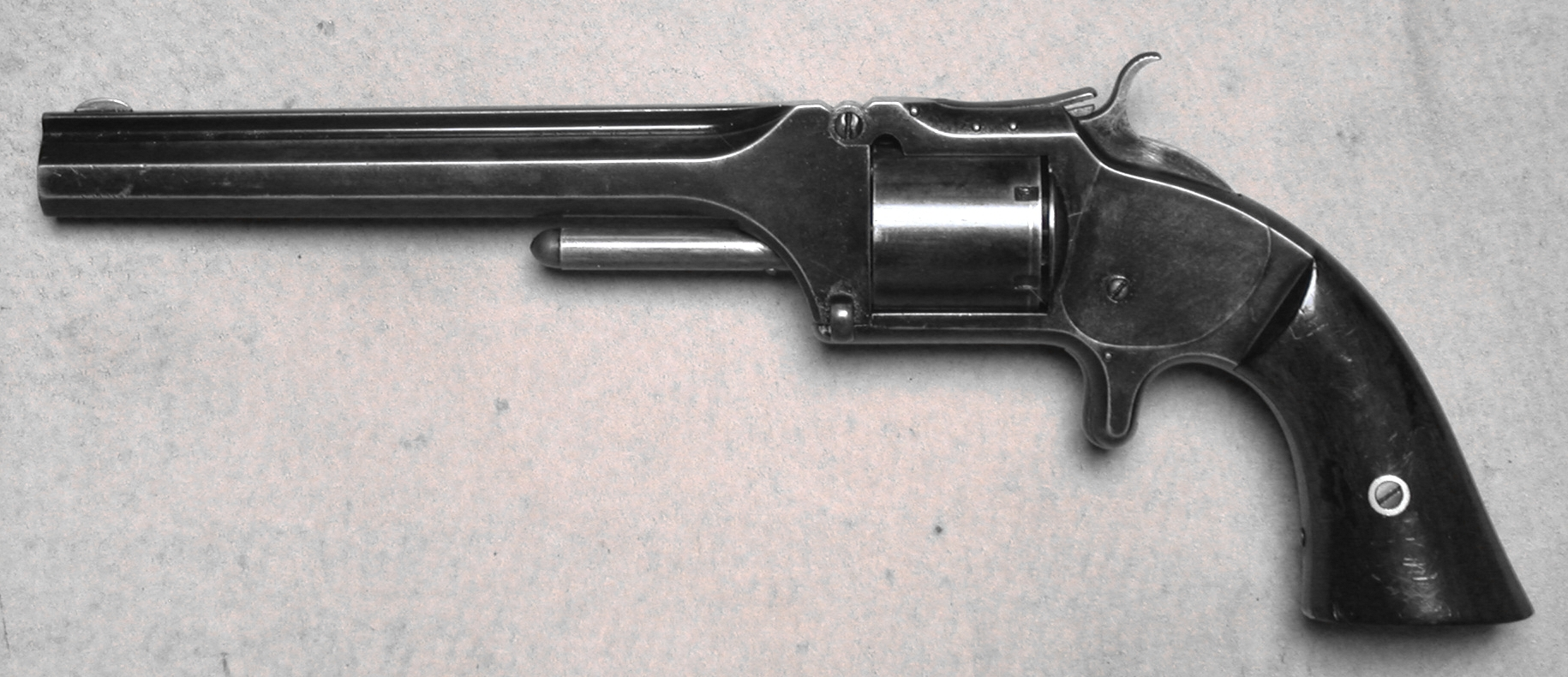
Smith & Wesson Army No 2

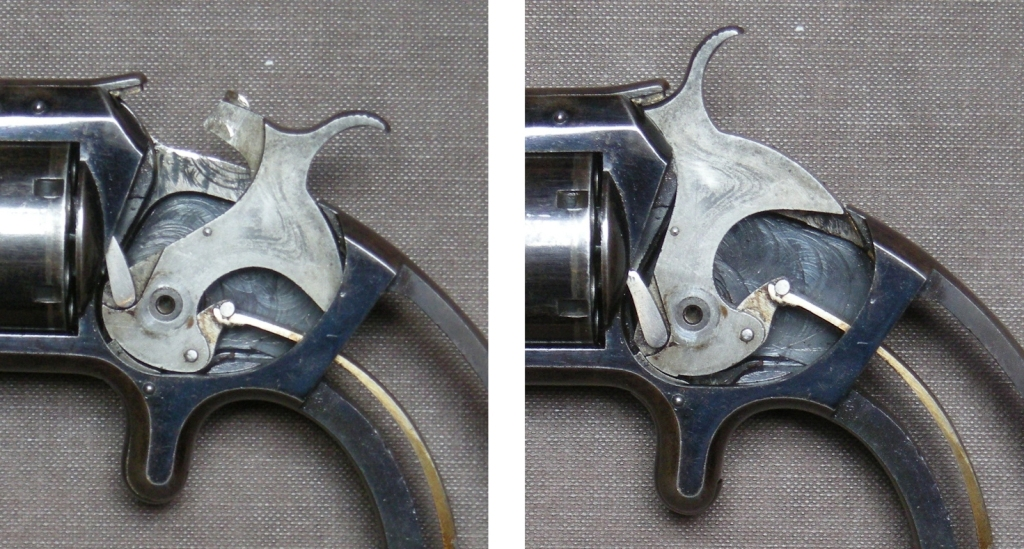
S&W Model 2, Schloss

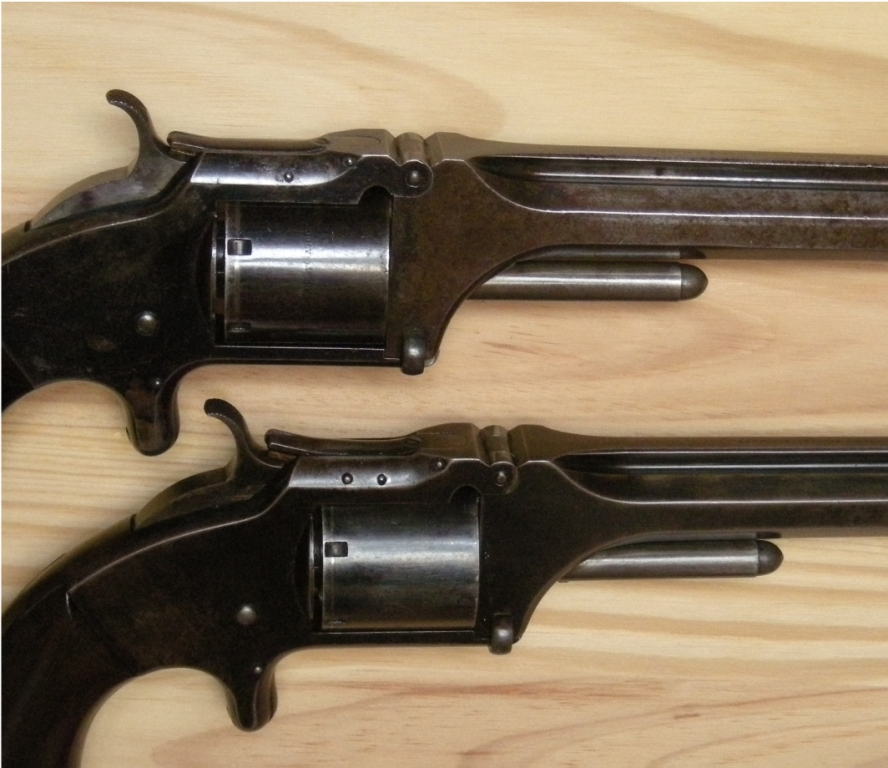
Oben frühe Waffe, 2 Stifte, unten 3 Stifte

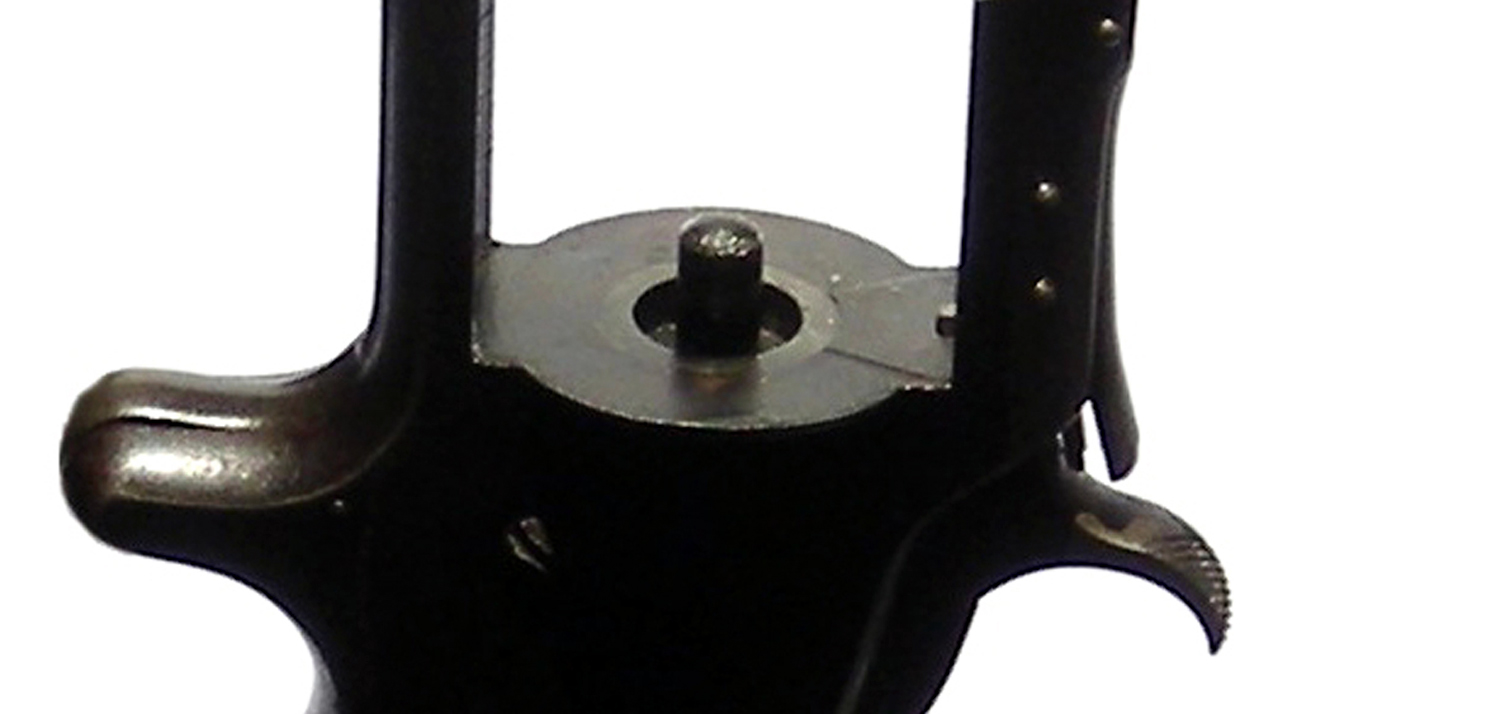
S&W Army 2, Rahmen, erhöhte Auflagefläche für Patrone

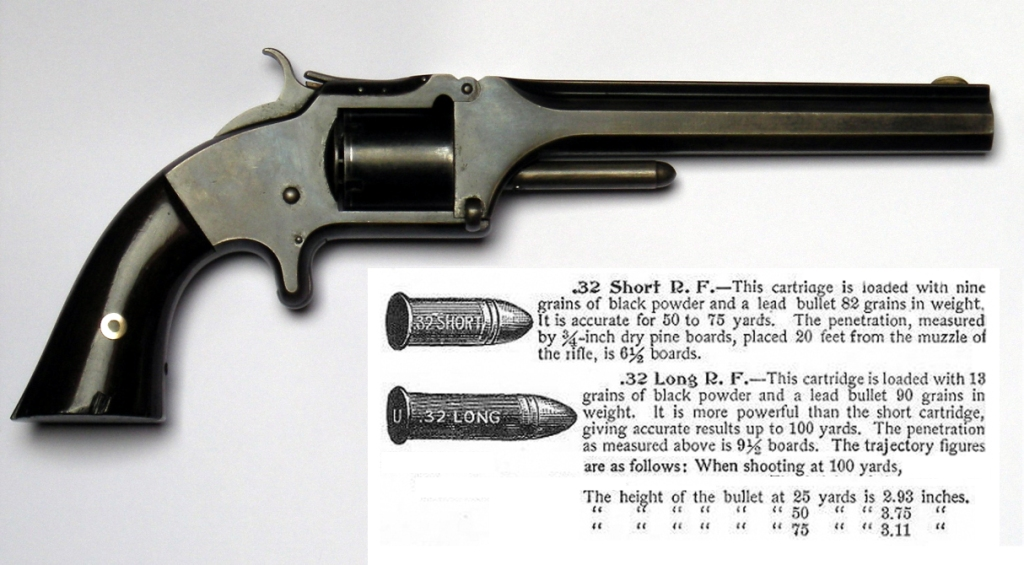
S&W Army No 2, Munition .32 R.F.

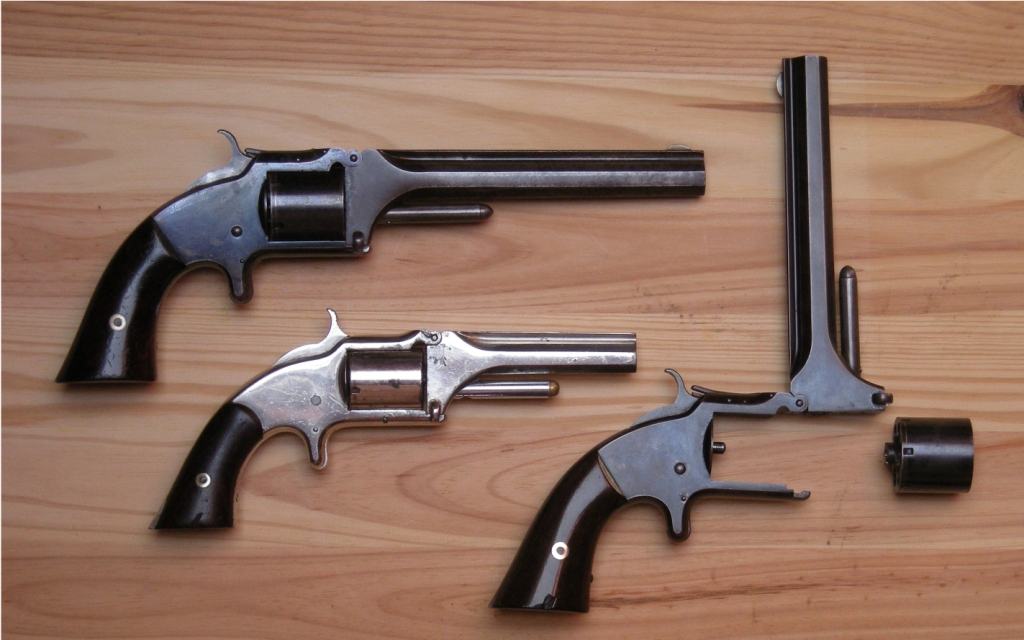
S&W Model 1 1/2 und Model 2, beide Kaliber .32

 Der Smith & Wesson No. 2 Army auch Smith & Wesson Model No. 2 Army genannte Revolver war ein von Smith & Wesson in Serie hergestellter sechsschüssiger Revolver, der im Gegensatz zu seinem Vorgänger, dem ersten von der Firma fabrizierten Revolver, dem Smith & Wesson No 1 im Kaliber .22 im Einsatz wirksamere Randfeuerpatronen im Kaliber .32 verschoss. Von diesem Revolver wurden von 1861 bis 1874 gesamthaft 77,155 Exemplare hergestellt.

## Entwicklung
Horace Smith und Daniel B. Wesson gründeten ihre Firma in Norwich, Connecticut, wo sie die von ihnen entwickelten und im Jahr 1854 patentierten Volcanic Repetierwaffen, Unterhebelrepetierer mit Röhrenmagazin fabrizierten. Im Jahre 1855 wurde die Firma unter dem Namen Volcanic Repeating Arms an Oliver Winchester verkauft, dem späteren Hersteller der Henry- und Winchestergewehre.
Schon bevor Samuel Colts Patent zur Produktion von Revolvern 1856 abgelaufen war, begann Daniel Wesson einen Revolver für Einheitspatronen zu entwickeln. Im Oktober 1853 nahm Daniel B. Wesson mit dem ehemaligen Colt-Angestellten Rollin White, Patentinhaber für Revolver mit zylindrisch durchbohrten Trommeln, Kontakt auf. Zweck war, zu einer Vereinbarung zu gelangen, die ihm erlaubte, das von ihm patentierte System zu verwenden. Bereits am 17. November einigten sich die beiden darauf, dass Smith & Wesson eine Lizenz zur Herstellung von Revolvern mit durchbohrter Trommel erhalte, dies gegen Bezahlung von 25 Cent pro Waffe. Das Patent vom 3. April 1855 lief bis zum 2. April 1869. In Anwendung des Patentes brachte Smith & Wesson 1857 den ersten in den USA hergestellten Hinterlader-Patronenrevolver, den Smith & Wesson No 1 auf den Markt und noch vor dem Ausbruch des  Amerikanischen Bürgerkrieges begann 1861 die Produktion des Smith & Wesson No. 2 Army, von dem bis 1874 gesamthaft 77,020 Exemplare hergestellt wurden. Andere Hersteller waren nicht berechtigt, entsprechende Patronenrevolver auf den Markt zu bringen. Eine Ausnahme war die Remington Arms Company, dieser wurde von Smith & Wesson erlaubt, ihre noch am Lager liegenden Remington-New-Model-Army-Perkussionsrevolver gegen eine Lizenzgebühr zur Remington Conversion für Patronen abzuändern.

## Funktion, Technik
Der Smith & Wesson No. 2 Army ist ein „Single Action“ Revolver (Hahnspanner), zum Schießen muss der Hahn von Hand gespannt werden. Der Abzug der Waffe, ein Spornabzug, ist auf einer hornförmigen Auskragung unterhalb des Systemkastens angebracht. Ein Abzugbügel wurde als nicht notwendig betrachtet. Die Trommel wird durch zwei kurze, hinten in den Rahmen und vorne in die Trommel integrierte Achsen zentriert. In frühen Ausführungen des Revolvers hielten zwei Stifte die oben am Gehäuse angebrachte Trommelarretierung, einer als Achse, einer zur Fixierung der Feder. Später, ab ca. Seriennummer 3000, wurde dahinter ein dritter Stift hinzugefügt, um die vertikale Bewegung der Trommelarretierung zu begrenzen.
Frühe Modelle der „S & W“ Revolver hatten eine Tendenz zum zunehmenden Klemmen der Trommel, je mehr Patronen abgeschossen waren. Der Grund war, dass sich der Boden der Randfeuerhülsen aus Kupfer beim Schießen durch den Gasdruck ausdehnte. Beim Model No. 2 Army wurde deshalb die hintere Auflagefläche der Patrone in Schussposition leicht erhöht.
Zum Laden des Model No. 2 Army, wie sein Vorgänger Model No. 1 ein Tip-Up-Revolver, wurde der oben am Rahmen angelenkte Lauf nach oben aufgeklappt, dazu musste die unten angebrachte Arretierung gelöst werden. Daraufhin wurde die Trommel entfernt, Patronen eingesetzt und die Waffe wieder zusammengesetzt. Zum Ausstoßen abgeschossener Patronenhülsen diente der unter dem Lauf fest angebrachte Hülsenauswerfer.
Das Model No. 2 Army wurde serienmäßig in Lauflängen von 5 und 6 Zoll, später auch 4 Zoll hergestellt. Bekannt ist auch eine Waffe mit 8-Zoll-Lauf und verlängertem Griff. Die meisten Model No. 2 Army waren brüniert, seltener vernickelt. Rar sind „Half Plate“-Waffen, bei denen das Gehäuse vernickelt, Lauf und Trommel gebläut waren.

## Geschichte
Die ersten Model No. 2 Army Revolver erschienen im Juni 1861 auf dem Markt, nur zwei Monate nach dem Beginn des Amerikanischen Bürgerkrieges. Als einziger Hersteller eines Patronenrevolvers, der als Zweitwaffe geladen im Gurt oder in einem Holster getragen werden konnte, wurde er von Offizieren und anderen Armeeangehörigen in großer Zahl erworben. Dies gilt für Waffen, die vor Mai 1865, Seriennummer vor 35.731 erworben wurden. 1862 wurden 2600 S & W Army Model 2 Revolver an die Firma B.KITTREDGE & CO. CINCINNATI OHIO verkauft, diese Waffen tragen diese Firmeninschrift auf einer Seite des Laufes. Von diesen Waffen gingen 730 an die 7th Kentucky Volunteer Cavalry. Ab 1865 wurde auch eine kleinere 5-schüssige Variante des Model No. 2 Army im gleichen Kaliber .32 hergestellt, der Smith & Wesson Model 1 1/2 Revolver.
Bekannt ist auch, dass George Armstrong Custer ein Paar von gravierten S & W Army Model 2 Revolvern im Präsentierkasten besaß.
Nach dem Sezessionskrieg, ab 1867, entwickelte Smith & Wesson einen Revolver mit abklappbarem Lauf im Kaliber .44 S&W, den Smith & Wesson No 3-Single Action, der ab 1869 auf den Markt kam.